# Czatkowice (Neder-Silezië)
Czatkowice is een plaats in het Poolse district  Milicki, woiwodschap Neder-Silezië. De plaats maakt deel uit van de gemeente Milicz en telt 450 inwoners.